# Louis Favrat
Louis Favrat (1827 - 1893 ) fue un botánico, escritor, poeta suizo. Su hijo Auguste Favrat (1862-1893), también fue botánico.
Inicia sus estudios en el Colegio de Lausana, para luego dirigirse a la Academia. Posteriormente, va a Múnich donde sigue estudios de Lingüística y de Historia. A su retorno a Suiza en 1852, es docente en Escuelas y Colegios hasta 1887, donde abandona la enseñanza, y es nombrado conservador del Museo botánico de Lausana, pudiendo practicar su pasión por la botánica en esa nueva actividad. Amante y practicante de la lengua patois, escribe historias plenas de sátira sobre las costumbres de la época, como « Conteur vaudois ». También publica « Surnoms de communes vaudois ».

## Algunas publicaciones

### Libros
- Bridel, PS; L Favrat 1866. Glossaire du patois de la Suisse romande, par le doyen Bridel,... avec un appendice comprenant une série de traductions de la parabole de l'Enfant prodigue, quelques morceaux patois en vers et en prose et une collection de proverbes, le tout recueilli et annoté par L. Favrat. Ed. G.Bridel. 548 pp.
- Lenticchia, A; A Franzoni, H Christ, L Favrat, C Schröter, J Jäggi. 1890. Le Piante fanerogame della Svizzera insubrica, enumerate secondo il metodo decandolliano. Ed. Naturwissenschaften. 256 pp.

## Honores

### Epónimos
- (Campanulaceae) Favratia Feer[1]

- La abreviatura «Favrat» se emplea para indicar a Louis Favrat como autoridad en la descripción y clasificación científica de los vegetales.[2]